# SGI Indigo

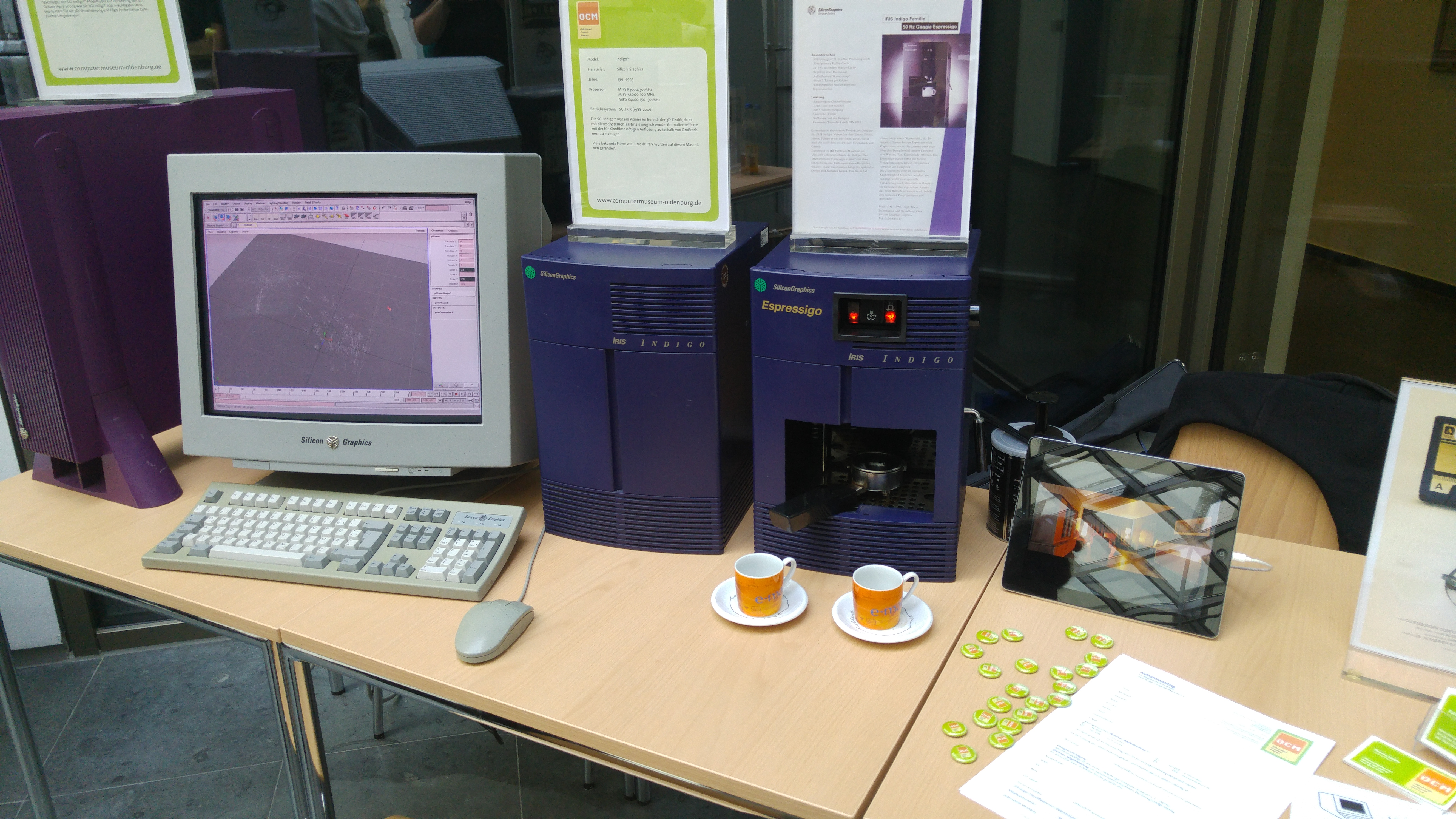
SGI Indigo (links) und SGI Espressigo Espressomaschine

Die Indigo ist eine Workstation für die Erstellung von Bewegtbildern mit dreidimensionalen Effekten. Sie wurde 1991 als IRIS Indigo von Silicon Graphics, Inc. (SGI) auf den Markt gebracht.
Die Indigo war ein Pionier im Bereich der 3D-Grafik, da es damit erstmals möglich wurde, Animationseffekte mit der für Kinofilme nötigen Auflösung außerhalb von Großrechnern zu erzeugen. Viele bekannte Filme wie Jurassic Park wurden auf der Maschine gerendert.
Ebenfalls wurde die Workstation durch ihr Design bekannt. Ihr Gehäuse war in der ihr den Namen gebenden Farbe Indigo.
Weitere Komponenten konnten in die Workstation eingebaut werden und mittels des GIO32-Bus angebunden werden.
Die Indigo wurde durch die SGI Indigo2 (und im low-cost-Markt durch die SGI Indy) ersetzt. Dennoch blieb die SGI Indigo in manchen Spezialanwendungen bis nach 2000 im Einsatz.

## Hardware und Systemstart
Die Grafikleistung bezog die Workstation aus ihrem hardwarebeschleunigten Grafikchip. Diesen Grafikchip gab es als 2D (zweidimensionaler) Framebuffer oder als 3D-Version.

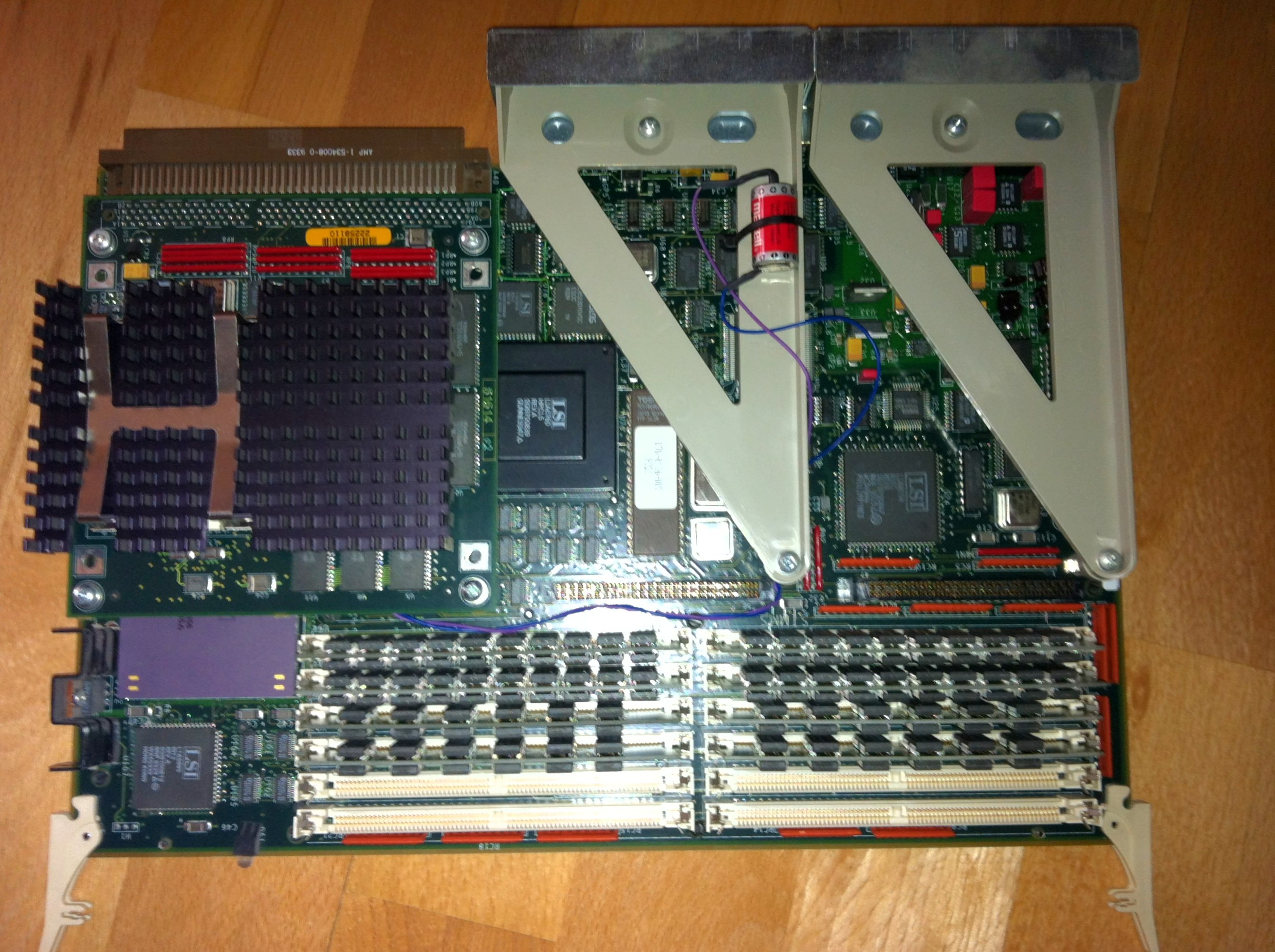
SGI Indigo – Hauptplatine

Sowohl die Hauptplatine als auch das Grafikboard lässt sich ohne das Lösen von Schrauben ein- und ausbauen.
Wie für SGI-Maschinen üblich wird der Systemstart durch eine mächtige Firmware durchgeführt. Die Firmware besitzt eine eigene grafische Oberfläche und lässt sich per Maus bedienen. Zum Systemstart führt diese Firmware eine Selbstprüfung durch.